# Jamie Pushor
James Michael „Jamie“ Pushor (* 11. Februar 1973 in Lethbridge, Alberta) ist ein ehemaliger kanadischer Eishockeyspieler sowie derzeitiger -funktionär und -scout, der im Verlauf seiner aktiven Karriere zwischen 1988 und 2007 unter anderem 535 Spiele für die Detroit Red Wings, Mighty Ducks of Anaheim, Dallas Stars, Columbus Blue Jackets, Pittsburgh Penguins und New York Rangers in der National Hockey League auf der Position des Verteidigers bestritten hat. Einen beträchtlichen Teil seiner Karriere absolvierte Pushor zudem in der American Hockey League, wo er weitere 445 Partien absolvierte. Seit der Saison 2018/19 ist er bei den Tampa Bay Lightning aus der NHL als Director of Professional Scouting angestellt, nachdem er dort bereits seit 2011 als Scout tätig gewesen war.

## Karriere
Jamie Pushor begann seine Karriere als Eishockeyspieler in seiner Heimatstadt bei den Lethbridge Hurricanes, für die er von 1988 bis 1993 in der kanadischen Juniorenliga Western Hockey League aktiv war. In der seiner letzten WHL-Spielzeit gewann er die WHL Humanitarian of the Year Trophy als vorbildlichster Spieler auf und neben dem Eis. Während seiner WHL-Zeit wurde der Verteidiger zudem im NHL Entry Draft 1991 in der zweiten Runde als insgesamt 32. Spieler von den Detroit Red Wings ausgewählt. Für das Farmteam Detroits, die Adirondack Red Wings, spielte er von 1993 bis 1996 in der American Hockey League, ehe er gegen Ende der Saison 1995/96 sein Debüt in der National Hockey League für Detroit gab. Für Detroit spielte er bis in die Saison 1997/98 hinein, wurde jedoch kurz vor dem Ende der Trade Deadline zu den Mighty Ducks of Anaheim transferiert. Die Red Wings gewannen in dieser Saison den Stanley Cup. Für die Kalifornier, bei denen er etwas mehr als ein Jahr lang unter Vertrag stand, erzielte er in insgesamt 84 Spielen ein Tor und gab weitere vier Vorlagen. 
Die Saison 1999/2000 verbrachte Pushor bei den Dallas Stars in der NHL. In den folgenden drei Jahren spielte er für deren Ligarivalen Columbus Blue Jackets und Pittsburgh Penguins, ehe er am 10. Dezember 2003 als Free Agent erneut in Columbus unterschrieb. Dort konnte er sich jedoch nicht endgültig im NHL-Team durchsetzen und spielte nur sieben Mal für die Blue Jackets, jedoch 17 Mal für deren AHL-Farmteam Syracuse Crunch. Bereits nach etwas mehr als einem Monat wurde der Kanadier zu den New York Rangers transferiert, für die er bis Saisonende ebenfalls sieben Spiele bestritt. In der restlichen Zeit stand er für deren AHL-Farmteam Hartford Wolf Pack auf dem Eis. Von 2004 bis zu seinem Karriereende im Alter von 34 Jahren im Anschluss an die Saison 2006/07 lief er als Stammspieler und Mannschaftskapitän für seinen Ex-Club aus Syracuse in der AHL auf. Einzig in der Saison 2005/06 bestritt er noch einmal vier Spiele für deren Partnerteam Columbus Blue Jackets in der NHL und verbuchte dabei ein Tor sowie zwei Vorlagen.
Nach einer mehrjährigen Pause kehrte Pushor in der Saison 2010/11 als Scout in die NHL zurück und arbeitete eine Spielzeit bei den Atlanta Thrashers. Anschließend wechselte er zu den Tampa Bay Lightning, wo er sieben Jahre in dieser Position tätig war, ehe er zur Spielzeit 2018/19 zum Director of Professional Scouting befördert wurde.

## Erfolge und Auszeichnungen
- 1993 WHL Humanitarian of the Year Trophy

## Karrierestatistik
(Legende zur Spielerstatistik: Sp oder GP = absolvierte Spiele; T oder G = erzielte Tore; V oder A = erzielte Assists; Pkt oder Pts = erzielte Scorerpunkte; SM oder PIM = erhaltene Strafminuten; +/− = Plus/Minus-Bilanz; PP = erzielte Überzahltore; SH = erzielte Unterzahltore; GW = erzielte Siegtore; 1 Play-downs/Relegation; Kursiv: Statistik nicht vollständig)